# Jim Baikie
Pour les articles homonymes, voir Baikie.
Jim Baikie (1940-2017) est un dessinateur de bande dessinée écossais qui a travaillé pour les marchés britannique et américain. Il est surtout connu comme co-créateur avec Alan Moore de la série de science-fiction Skizz (en), publiée de 1983 à 1995.

## Récompense
- 2000 : Prix Eisner de la meilleure anthologie pour Tomorrow Stories (avec Alan Moore, Rick Veitch, Kevin Nowlan et Melinda Gebbie)